# 埼玉県立越ヶ谷高等学校
埼玉県立越ヶ谷高等学校（さいたまけんりつこしがやこうとうがっこう）は埼玉県越谷市大字越ヶ谷の全日制、定時制課程普通科を設置する男女共学の高等学校。通称・「越高」（こしこう）。

## 概要
1926年（大正15年）に越ヶ谷町立越ヶ谷実践女學校として開校した歴史を持つ。
2011年度前期募集では受験者数469名・合格者240名・倍率2.0倍であり、後期募集では受験者数142名・合格者82名・倍率1.7倍である。1948年（昭和23年）度に埼玉県立越ヶ谷高等学校になって以来、2009年（平成21年）度までに計21,046名（男子10,946名、女子10,098名）の卒業生を送り出している。
2000年（平成12年）度からは学力向上実践推進校の指定を受け二学期制を実施。2002年（平成14年）度には65分授業の導入、2003年（平成15年）度には進学型単位制、生徒による授業評価など「学びの場」として生徒の進路実現のために様々な施策を実施している。一方、「集団生活の場」の最終ステージとして、また学力向上を図る前提として規律・マナー等の基本的生活習慣の確立にも努めているが、基本的には自由な校風が特徴である。なお、校名は越谷高校ではなく越ヶ谷高校である。これは、越ヶ谷高校が設立された当時この付近の地名が越ヶ谷町であり、その後市制が施行されて越谷市に変わった後も当時の校名を引き継いだためである。

### 進学
平成25年度卒業生の進路は、大学へ約85％が現役進学し、国公立大学へは24名が進学した。

## 沿革
- 1926年（大正15年） 前身の越ヶ谷町立越ヶ谷実践女學校開校
- 1928年（昭和3年） 越ヶ谷町立実科女學校（就業年限2年）と改称
- 1930年（昭和5年） 埼玉県に移管、埼玉縣立越ヶ谷高等女學校と改称
- 1935年（昭和10年） 校歌制定認可（高野辰之作詞 澤崎定之作曲）
- 1948年（昭和23年） 埼玉県立越ヶ谷女子高等学校設置認可、定時制課程設置、定時制草加分校及び吉川分校設置認可
- 1949年（昭和24年） 埼玉県立越ヶ谷高等学校と改称、男女共学化
- 1962年（昭和37年） 体育館兼講堂307坪落成
- 1969年（昭和44年） 陸上競技場造成完了
- 1984年（昭和59年） 創立60周年記念「白梅館」竣工
- 1989年（平成元年） 33学級、生徒定員1,573名となる
- 2000年（平成12年） 2学期制に移行
- 2002年（平成14年） 65分授業導入
- 2003年（平成15年） 単位制導入
- 2010年（平成22年） 25学級、生徒定員1,000名となる
- 2016年（平成28年） 3学期制に移行

## 教育目標・教育方針
- 教育目標

全人的な教育を推進し、平和的な国家及び社会の有為な形成者としての資質を育成する。
- 教育方針

1. 自己の在り方・生き方を自覚させ、生徒一人ひとりの進路希望、とくに進学希望の実現に努める。（個に応じた教育）
2. 自らの責任を自覚して、積極的に学び、考え、行動する人間を育成する。（自己責任）
3. 規律を重んじ、知・徳・体の調和のとれた人間を育成する。（人間的総合力）

## 校章

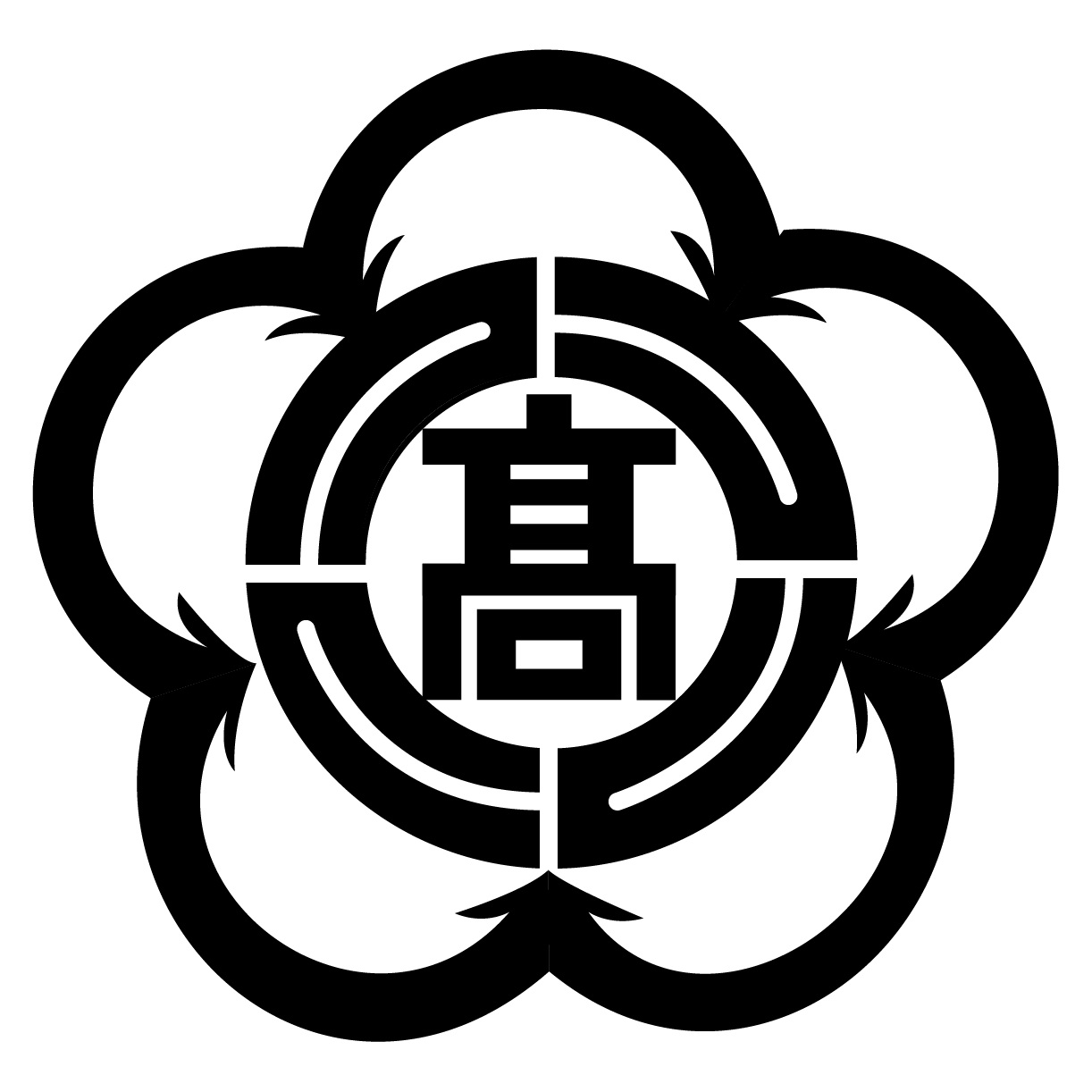
校章

校章が初めて制定されたのは1933年（昭和8年）5月23日のことで、1948年（昭和23年）9月10日からは全日・定時制ともに正式に使用されるようになった。
形象については、外輪部は五組の松の葉の連結による梅花で象られ、中心部は高校の「高」の字で周囲には四つの「コ」が囲んでいる。当初、中心部の字は女学校であったことから「女」の字であったが、男女共学が実施されたことにより変更された。

## 制服
男子の制服は一般的な黒色の学ラン、女子の制服は紺色のブレザーである。

## 学校行事

### タンポポ広場
入学後すぐにある新入生歓迎会。各部活動や有志団体によるパフォーマンスによって新入生を歓迎する。1973年（昭和48年）頃、裏グランド（現在の野球場・サッカー場）の周りにたくさんのタンポポが咲いた事がこの名前の由来である。この行事の最後には1年生が黄色の風船にメッセージをつけ、風船を一斉に飛ばしている。

### 遠足
各学年が5月下旬から6月上旬にかけて課外活動として遠足へ行く。

### 体育祭
毎年6月に開催される。1年生から3年生が4チームに分かれ、各種競技でチームごとに競う。

### 越高祭（文化祭）
毎年9月に開催され、各クラス・有志団体・部活動などの団体が出し物をする。来客者による人気投票や室内装飾により各種賞が用意されていて団体ごとに競う。

### 修学旅行
12月上旬に2年生は3泊4日で沖縄へ平和学習として修学旅行に行く。

### 予餞会
毎年12月に開催される。1・2年生の部活動・有志団体によりパフォーマンスが行われ、3年生の卒業を祝うとともに大学受験にあたっての激励が行われる。

### 球技大会
毎年3月に、1・2年生のみで行われる。男子はバスケットボール・サッカー、女子はバレーボール・バスケットボールの種目で各クラスが対戦する。

## 施設

### 屋内施設

#### HR（ホームルーム）棟
ホームルームや主な授業を行う棟。

4階建てで全学年のホームルームおよび選択教室があり、各階にトイレが配置されている。

#### 特別教室棟
4階建てで理科系科目の各実験室および講義室・社会科室・書道室・美術室・音楽室・被服室・調理室・視聴覚室・コンピュータ室・図書室等の特別な器具・用具を必要とする授業を行う教室がある。また、生徒会室や定時制職員室も含まれる。

#### 管理棟
職員室や事務室、校長室、保健室などがある学校の中枢を担う棟。

2階建てで、ホームルーム棟と特別教室棟の中間に位置している。進路相談室や大会議室、1階には自動販売機4台が設置されている。

#### 体育館
メインアリーナ兼大講堂はバスケットボールコート3面分で、正面にはグランドピアノが設置されたステージがあり、体育の授業や各種集会、校内行事が行われるほか、バスケットボール部・バレーボール部・バドミントン部が活動している。また、体育教官室が併設されている。

2階には卓球場があり、授業で使われるほか、卓球部が活動している。

#### 格技室
1階には柔道場および管理室、トイレ、シャワールームがある。2階には剣道場。

授業や部活動、1年生・2年生の学年集会で使われる。

#### 白梅館
1階は食堂、2階は合宿舎となっている。
1984年（昭和59年）に創立60周年を記念して竣工された。

#### 部室棟
2階建ての棟が2棟。多くの部活動の部室がある。

### 屋外施設

#### グラウンド
ホームルーム棟の北側にある。350mトラックを中心として、100mのタータントラック、サッカーコート、野球コートがある。授業、部活動、体育祭・球技大会などの行事が行われる。

#### プール
近隣地域では珍しく50m×13m（7レーン）の屋外プールがあり、夏季には授業・部活動で使われる。震災の影響で使用不能になったが2018年度に修復され使用可能となった。

#### その他
他にもテニスコート・多目的コート・ハンドボールコート・弓道場があり、部活動等で使われる。

## 部活動

### 運動部
- 野球部
- ボート部
- 水泳部
- 陸上競技部
- サッカー部
- 女子サッカー部
- 弓道部
- 男子バスケットボール部
- 女子バスケットボール部
- 男子バレーボール部
- 女子バレーボール部
- 男子硬式テニス部
- 女子硬式テニス部
- バドミントン部
- 男子卓球部
- 剣道部
- ハンドボール部
- 少林寺拳法部
- アーチェリー部
- 女子ダンス部

### 文化部
- 美術部
- 茶華道部
- 吹奏楽部
- 軽音楽部
- 演劇部
- 漫画文芸部
- 書道部
- 箏曲部
- 家庭科部
- 英語部
- 科学部
- ソフトウェア研究部

## 著名な卒業生
- 池田綾子 - 歌手
- 三遊亭五九楽 - 落語家
- 三遊亭吉窓 - 落語家
- 寺尾友美 - アイドル
- 二階堂絵美 - 元福島放送アナウンサー、フリーアナウンサー
- 鳳八千代 - 女優、宝塚歌劇団卒業生 ※中退
- 町屋良平 - 小説家
- 伊藤岳 - 参議院議員（日本共産党）
- 日比あゆみ - 元チューリップテレビアナウンサー
- 伊原喜則 - 株式会社アイテン創業者
- 高橋努 - 元越谷市長

## 交通
- 東武スカイツリーライン越谷駅東口より徒歩20分
- 東武スカイツリーライン北越谷駅東口より徒歩20分